# 丿
삐침별(삐침丿)은 한자 부수의 하나로, 강희자전 부수의 4번째 부수이다. 뜻은 없고, 오직 乃 등에서 삐침을 나타낼 뿐이다.
가타카나의 ノ와 비슷하게 생겼으나 ノ와는 관련이 없다. ノ는 乃의 삐침 부분에서 따온 가나이다.

## 丿부
丿부에 속해 있는 한자는 단순히 분류를 편하게 하기 위해 넣은 것이다. 丿의 변형자로 乀과 乁가 있다.
| 자획 | 글자                    |
| ---- | ----------------------- |
| 0    | 丿乀 乁                 |
| 1 획 | 乂 乃 乄                |
| 2 획 | 久 乆 乇 么 义 乊 之 乡 |
| 3 획 | 乌 乏                   |
| 4 획 | 乍 乎 乐                |
| 5 획 | 丢 乑（眾） 乒 乓 乔    |
| 6 획 | 乕                      |
| 7 획 | 乖                      |
| 8 획 | 乗                      |
| 9 획 | 乘                      |

## 문헌
- Fazzioli, Edoardo. 《Chinese calligraphy : from pictograph to ideogram : the history of 214 essential Chinese/Japanese characters》. calligraphy by Rebecca Hon Ko. New York: Abbeville Press. ISBN 0-89659-774-1.
- Leyi Li: “Tracing the Roots of Chinese Characters: 500 Cases”. Beijing 1993, ISBN 978-7-5619-0204-2